# Rymmare
Rymmare är en svensk TV-film från 1974 i regi av Rolf Knutsson. I rollerna ses bland andra Torkel Knutsson, Chatarina Larsson och Sven Wollter.

## Handling
Två interner rymmer tidigt en morgon från fängelset och filmen berättar hur rymningen inte bara får konsekvenser för de båda rymmarna utan också, efter en del skriverier i tidningarna, för Martin 14 år och hans mor.

## Rollista
- Torkel Knutsson – Martin
- Chatarina Larsson	– mamma Berit
- Sven Wollter – Klas
- Sten Ljunggren – Åke
- Stig Engström – Krister
- Åke Lindström – Roland Svensson, journalist
- Christer Skeppstedt – fotografen
- Roland Söderberg – en äldre man
- Björn Gedda – lokalredaktören

## Om filmen
Filmen spelades in efter ett manus av Knutsson och Halvor Roll. Den fotades av Gunnar Källström och premiärvisades den 17 november 1974 i Sveriges Television.